# 기상특보
기상특보(氣象特報)는 각종 기상 현상으로 인해 재해 발생의 우려가 있을 때 이를 경고하기 위해 발표하는 기상 예보이다.

## 국가별 기상 특보

### 대한민국
대한민국 기상청의 기상특보는 주의보와 경보로 나뉜다. 주의보는 재해가 일어날 우려가 있는 경우나 사회, 경제 활동에 큰 영향을 미칠 가능성이 있을 경우 이를 발표하는 예보이다. 경보는 중대한 재해가 일어날 수 있음을 경고하는 예보이다. 특보를 발표하게 되는 기상 현상의 종류는 강풍 · 풍랑 · 호우 · 대설 · 건조 · 해일(폭풍해일 · 지진해일) · 한파 · 태풍 · 황사 · 폭염이다.
| 종류     | 주의보 | 경보 |
| -------- | --- | --- |
| 강풍     | 육상에서 풍속 14m/s 이상 또는 순간풍속 20m/s 이상이 예상될 때. 다만, 산지는 풍속 17m/s 이상 또는 순간풍속 25m/s 이상이 예상될 때. | 육상에서 풍속 21m/s 이상 또는 순간풍속 26m/s 이상이 예상될 때. 다만, 산지는 풍속 24m/s 이상 또는 순간풍속 30m/s 이상이 예상될 때. |
| 풍랑     | 해상에서 풍속 14m/s 이상이 3시간 이상 지속되거나 유의파고가 3m를 초과할 것으로 예상될 때. | 해상에서 풍속 21m/s 이상이 3시간 이상 지속되거나 유의파고가 5m를 초과할 것으로 예상될 때. |
| 호우     | 6시간 강우량이 70mm 이상 예상되거나 12시간 강우량이 110mm 이상 예상될 때. | 6시간 강우량이 110mm 이상 예상되거나 12시간 강우량이 180mm 이상 예상될 때. |
| 대설     | 24시간 신적설이 5cm 이상 예상될 때. | 24시간 신적설이 20cm 이상 예상될 때. 다만, 산지는 24시간 신적설이 30cm 이상 예상될 때. |
| 건조     | 실효습도가 35% 이하로 2일 이상 계속될 것이 예상될 때. | 실효습도가 25% 이하로 2일 이상 계속될 것이 예상될 때. |
| 폭풍해일 | 천문조, 태풍, 폭풍, 저기압 등의 복합적인 영향으로 해수면이 상승하여 발효기준값 이상이 예상될 때. 다만, 발효기준값은 지역별로 별도 지정. | 천문조, 태풍, 폭풍, 저기압 등의 복합적인 영향으로 해수면이 상승하여 발효기준값 이상이 예상될 때. 다만, 발효기준값은 지역별로 별도 지정. |
| 지진해일 | 한반도 주변 해역에서 규모 7.0 이상의 해저 지진이 발생하여, 한국 해안가에 해일 파고 0.5~1.0m 미만의 지진 해일 내습이 예상될 때. | 한반도 주변 해역에서 규모 7.0 이상의 해저 지진이 발생하여, 한국 해안가에 해일 파고 1.0m 이상의 지진 해일 내습이 예상될 때. |
| 한파     | 10월~ 4월에 다음 중 하나에 해당하는 경우. 1. 아침 최저기온이 전날보다 10°C 이상 하강하여 평년값보다 3°C가 낮을 것으로 예상될 때. 2. 아침 최저기온이 -12°C 이하가 2일 이상 지속될 것이 예상될 때. 3. 급격한 저온현상으로 중대한 피해가 예상될 때. | 10월~ 4월에 다음 중 하나에 해당하는 경우. 1. 아침 최저기온이 전날보다 15°C 이상 하강하여 평년값보다 3°C가 낮을 것으로 예상될 때. 2. 아침 최저기온이 -15°C 이하가 2일 이상 지속될 것이 예상될 때. 3. 급격한 저온현상으로 광범위한 지역에서 중대한 피해가 예상될 때. |
| 태풍     | 태풍으로 인하여 강풍, 풍랑, 호우, 폭풍해일 현상 등이 주의보 기준에 도달할 것으로 예상될 때. | 태풍으로 인하여 다음 중 어느 하나에 해당하는 경우. 1. 강풍 또는 풍랑 경보 기준에 도달할 것으로 예상될 때. 2. 총 강우량이 200mm 이상 예상될 때. 3. 푹풍해일 경보 기준에 도달할 것으로 예상될 때.                                                                    |
| 황사     | 황사로 인해 1시간 평균 미세먼지(PM10) 농도 400µg/m3이상이 2시간 이상 지속될 것으로 예상될 때. | 황사로 인해 1시간 평균 미세먼지(PM10) 농도 800µg/m3이상이 2시간 이상 지속될 것으로 예상될 때. |
| 폭염     | 일 최고 기온이 33°C 이상인 상태가 2일 이상 지속될 것으로 예상될 때. | 일 최고 기온이 35°C 이상인 상태가 2일 이상 지속될 것으로 예상될 때. |

### 일본
일본은 일본 기상청 자료의 보고에 따라 지진, 폭설, 태풍, 지진해일(쓰나미), 화산 폭발 경계령 등 종류에 따라 다를 수도 있다. 그 외에도 지진에 의한 원전 사고도 자연재해로 취급하기 때문에 기상특보가 될 수도 있다. 그래서 도호쿠 대지진 당시 일본에서는 지진 중대경보가 내려진 경우가 대부분이다.

### 러시아
러시아의 경우, 국토가 지구의 육지부 상당수를 차지하고 있어, 산불 및 건조 특보도 지역에 따라 차이가 날 수도 있고, 반면 캅카스 이북이나 사할린섬, 쿠릴 열도 등 일본과 인접한 지역에는 폭우가 자주 일어나는 지역으로 꼽히기 때문에 러시아는 극동 남동부 지역에는 태평양과 면하고 있어 비가 많이 내리는 것으로 보인다.

### 미국
미국에서는 허리케인이 남동부, 동부 일원을 중심으로 강타하고 있으며 2020년 당시 역대급 최악의 산불이 일어나는 경우가 있어 산불, 허리케인 등 중대한 재해가 내려진다면 기상특보도 역시 당연히 내린다.